# Halton Holegate
Halton Holegate – wieś w Anglii, w hrabstwie Lincolnshire. Leży 45 km na wschód od Lincoln i 184 km na północ od Londynu.